# Strilkove
Strilkove (in ucraino Стрілкове?; in russo Стрелковое?, Strelkovoe; in tataro: Çoqraq), è un villaggio ucraino nel distretto di Heničes'k dell'oblast' di Cherson. Al censimento del 2013, la sua popolazione era di 
1.415 abitanti

## Geografia fisica
Il villaggio di Strilkove (da leggersi Strilkòve) o Strelkovoe (da pronunciarsi Strelkòvoie), è situato sulla porzione settentrionale della striscia di Arabat nella penisola di Crimea. Si trova a 8 chilometri a nord del confine della Repubblica di Crimea, in Russia dal marzo 2014, posto tra il Mar d'Azov ad est, e il lago di Sivaṣ ad ovest, e dista 32 km dalla città di Heničes'k.

## Storia
Il villaggio di Strilkove/Strelkovoe è stato fondato di recente, nel 1835 e, fino al 1945, era chiamato Çoqraq o Çokrak (Чокрак) in tataro.
Durante la recente crisi di Crimea, il 15 marzo 2014 alle 13:30 circa, alcune truppe aviotrasportate, composte da una quarantina di fucilieri in tutto, sono avanzate sul villaggio.